# Batheuchaeta gurjanovae
Batheuchaeta gurjanovae är en kräftdjursart som först beskrevs av Brodsky 1955.  Batheuchaeta gurjanovae ingår i släktet Batheuchaeta och familjen Aetideidae. Inga underarter finns listade i Catalogue of Life.